# Kim Lợi Studio
Kim Lợi Studio được biết đến với vai trò là một trong những phòng thu âm ca nhạc danh tiếng tại Thành phố Hồ Chí Minh. Ra đời vào những năm đầu thập kỷ 1990, Kim Lợi Studio có mặt sớm nhất trên cả nước và cũng phải chịu một áp lực lớn trước sự ồ ạt của những chương trình nhạc hải ngoại.

## Những chặng đường phát triển
Kim Lợi Studio thành lập vào năm 1990, do ông Đoàn Hữu Lợi (Tư Lợi) và con trai là Đoàn Hữu Minh sáng lập. Phòng thu được đặt theo tên ông Lợi và vợ ông là bà Kim.
Khởi thủy, phòng thu phát hành các thu âm trên băng cassette, dần phát triển lên thu âm trên CD Audio rồi thu clip trên VCD, DVD. Năm 1991, các nhà sáng lập Kim Lợi Studio đồng ý liên danh, trực thuộc Trung tâm Băng nhạc trẻ của Hãng phim Trẻ. Album Giọt mưa phát hành cùng năm mang về cho họ doanh thu hơn 100 triệu đồng. Vào năm 1992, chương trình ca nhạc đầu tiên mang tên "Mưa bụi" do Kim Lợi Studio phát hành được công chúng đón nhận và đã nhanh chóng chiếm lĩnh thị trường và có tiếng vang trên cả nước, ra tận cộng đồng người Việt ở hải ngoại. Bên cạnh đó, Kim Lợi Studio còn là nơi diễn ra cho chương trình Những tình khúc vượt thời gian.
Kim Lợi Studio là nơi khởi đầu sự nghiệp của không ít ca sĩ tên tuổi trong làng âm nhạc như Lam Trường, Phương Thanh, Đình Văn, Tài Linh, Cẩm Ly... Và Elvis Phương trong video Giọt nắng bên thềm là chương trình đầu tiên mở đầu cho phong trào về nước biểu diễn của các ca sĩ Việt kiều.
Kim Lợi Studio cũng là phòng thu đi tiên phong, mang ca sĩ đi quay bối cảnh ở nước ngoài như Mỹ, Trung Quốc, Thái Lan, Pháp...
Ngoài ra Kim Lợi còn có phòng thu đã gắn liền với tên tuổi của các ngôi sao như Đan Trường, Lam Trường, Phương Thanh. Không chỉ có nhạc trẻ, đây còn là một trong những phòng thu đầu tiên quay trở lại dòng nhạc tiền chiến với tuyển tập "Tình khúc vượt thời gian".
Ngay cả Mỹ Tâm, Mỹ Linh, Hồng Nhung, Thanh Lam, Bằng Kiều,Thu Hiền, Ánh Tuyết... cũng đã từng cộng tác với Kim Lợi để cho ra những sản phẩm của mình.
Nhạc phim, nhạc hiệu cũng như các nhạc phẩm của các chương trình truyền hình do Công ty Lasta sản xuất nói chung và kênh truyền hình VTC9 - Let's Viet nói riêng ngoài Trung tâm Thúy Nga thì chúng cũng đều được thâu âm, hoà âm và phối khí tại Kim Lợi Studio.

## Thông tin thêm
Người đồng sáng lập đồng thời cũng là người điều hành Kim Lợi Studio hiện nay là ông Đoàn Hữu Minh, thường được biết đến với nghệ danh Minh Vy, trong vai trò là nhạc sĩ và đạo diễn. Vợ ông là ca sĩ Cẩm Ly, là ca sĩ thành danh dưới sự dẫn dắt của ông.
Ngoài trụ sở chính tại Thành phố Hồ Chí Minh thì Kim Lợi còn có thêm chi nhánh tại San Jose, bang California, Hoa Kỳ nhằm phục vụ đông đảo kiều bào Việt Nam tại hải ngoại.